# Troglochthonius
Genre
Troglochthonius est un genre de pseudoscorpions de la famille des Chthoniidae.

## Distribution
Les espèces de ce genre se rencontrent en Italie, en Croatie et en Bosnie-Herzégovine.

## Liste des espèces
Selon Pseudoscorpions of the World (version 3.0) :
- Troglochthonius doratodactylus Helversen, 1968
- Troglochthonius mirabilis Beier, 1939

## Publication originale
- Beier, 1939 : Die Höhlenpseudoscorpione der Balkanhalbinsel. Studien aus dem Gebiete der Allgemeinen Karstforschung, der Wissenschaftlichen Höhlenkunde, der Eiszeitforschung und den Nachbargebieten, vol. 4, no 10, p. 1-83.